# Kvadro-Disk
Kvadro-Disk là một hãng thu âm, nhà phân phối và nhà sản xuất đĩa nhạc của Nga. Hãng thu âm được thành lập vào năm 1995. Năm 2013, United Music Group được thành lập từ sự hợp nhất của Kvadro-Disk, Classic Company và Nikitin.